# Aafke Soet

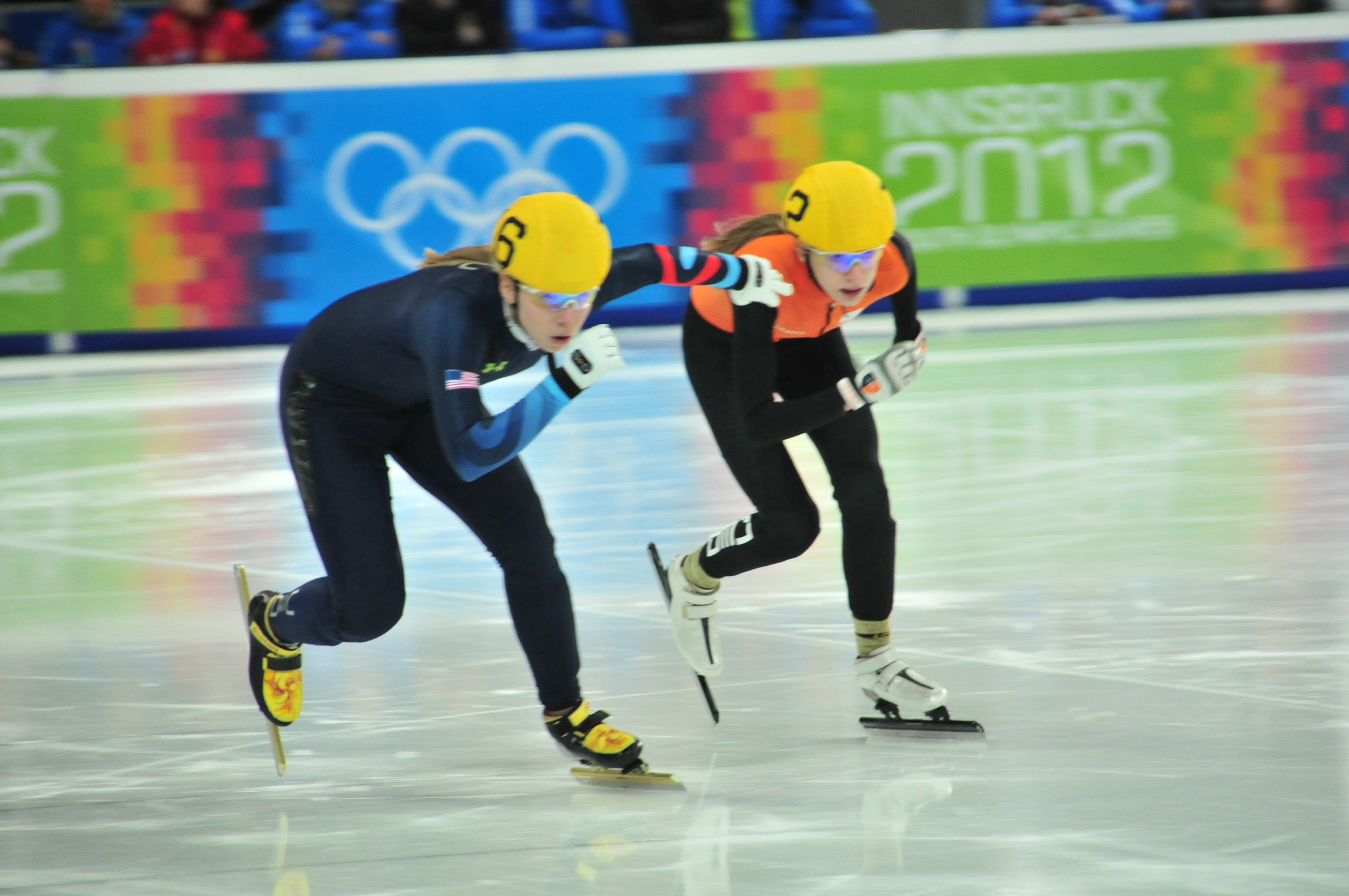
Soet als Shorttrackerin bei den Olympischen Jugendspielen 2012

Aafke Soet (* 23. November 1997 in Heerenveen) ist eine ehemalige niederländische Radrennfahrerin und Shorttrackerin.

## Sportliche Laufbahn
Aafke Soet begann ihre sportliche Laufbahn als Eisschnellläuferin, 2005 spezialisierte sie sich auf Shorttrack. 2012 nahm sie an den Olympischen Jugend-Winterspielen teil. Gleichzeitig betrieb sie Radsport. Beim Europäischen Olympischen Sommer-Jugendfestival 2013 in Utrecht, an dem sie als Radsportlerin teilnahm, sprach sie den Athleteneid.
2014 wurde Aafke Soet Junioren-Europameisterin im Einzelzeitfahren und errang den niederländischen Juniorinnentitel in derselben Disziplin. 2015 belegte sie bei der Straßen-WM Platz sechs im Zeitfahren, nachdem sie schon im Vorjahr Achte geworden war. Bei den UEC-Straßen-Europameisterschaften 2018 wurde sie U23-Meisterin im Einzelzeitfahren und belegte Rang zwei im Straßenrennen. Zudem gewann sie die Juniorinnen-Austragung des Omloop van Borsele und errang ihren ersten Elite-Sieg, als sie die letzte Etappe der Healthy Ageing Tour gewann.
2022 beendete Aafke Soet ihre Laufbahn als Radsportlerin. Nach ihrem Rücktritt machte sie öffentlich, dass sie jahrelang an Anorexie gelitten habe. Beruflich betätigt sie sich seitdem als bildende Künstlerin.

## Familie
Aafke Soet ist eine Nichte des ehemaligen Radprofis Eddy Schurer.

## Erfolge
2014
- Junioren-Europameisterin – Einzelzeitfahren
- Niederländische Junioren-Meisterin – Einzelzeitfahren

2018
- U23-Europameisterin – Einzelzeitfahren
- U23-Europameisterschaft – Straßenrennen
- eine Etappe Healthy Ageing Tour
- Nachwuchswertung Emakumeen Bira